# Jerom
Jerom is een van de hoofdfiguren uit de stripreeks Suske en Wiske. Hij werd in 1953 in opdracht van Willy Vandersteen ontworpen door Karel Verschuere. Jerom werd datzelfde jaar nog in een van de verhalen geïntroduceerd en heeft zich sindsdien ontwikkeld tot een van de belangrijkste en populairste personages uit de reeks. Jerom staat vooral bekend om zijn bovenmenselijke spierkracht en andere zeer bijzondere lichamelijke vaardigheden.
Het personage kreeg vanaf 1962 een eigen stripreeks met hemzelf in de hoofdrol, naast zijn inmiddels vaste rol in de oorspronkelijke verhalenreeks. Deze strip was een van de eerste spin-offs van de Suske en Wiske-hoofdreeks. Andere latere spin-off-stripreeksen waarin ook Jerom meedoet zijn Amoras, J.ROM - Force of Gold en De Kronieken van Amoras.

## Introductie
Jerom maakte zijn debuut in De dolle musketiers, een verhaal van Vandersteen uit 1953. Hij werd hierna een vaste metgezel van de overige hoofdpersonages: Suske, Wiske, Lambik en Sidonia. Het personage was beïnvloed door de holbewoner uit de Amerikaanse stripreeks Alley Oop door V.T. Halmin.
In een paar van de  verhalen die al voor De dolle musketiers waren gepubliceerd is in de latere albumuitgaven alsnog de naam van Jerom toegevoegd. Er wordt dan bijvoorbeeld gemeld dat Jerom op vakantie is en daarom in dat verhaal niet meedoet. In het laatste plaatje van de De mottenvanger noemt Lambik in de aangepaste tekst Jeroms naam even.
Veel lezers waren meteen geïnteresseerd in Jerom. Anderzijds kwam er ook vanaf het begin hier en daar kritiek op het personage. 

## Rol en evolutie in de strip

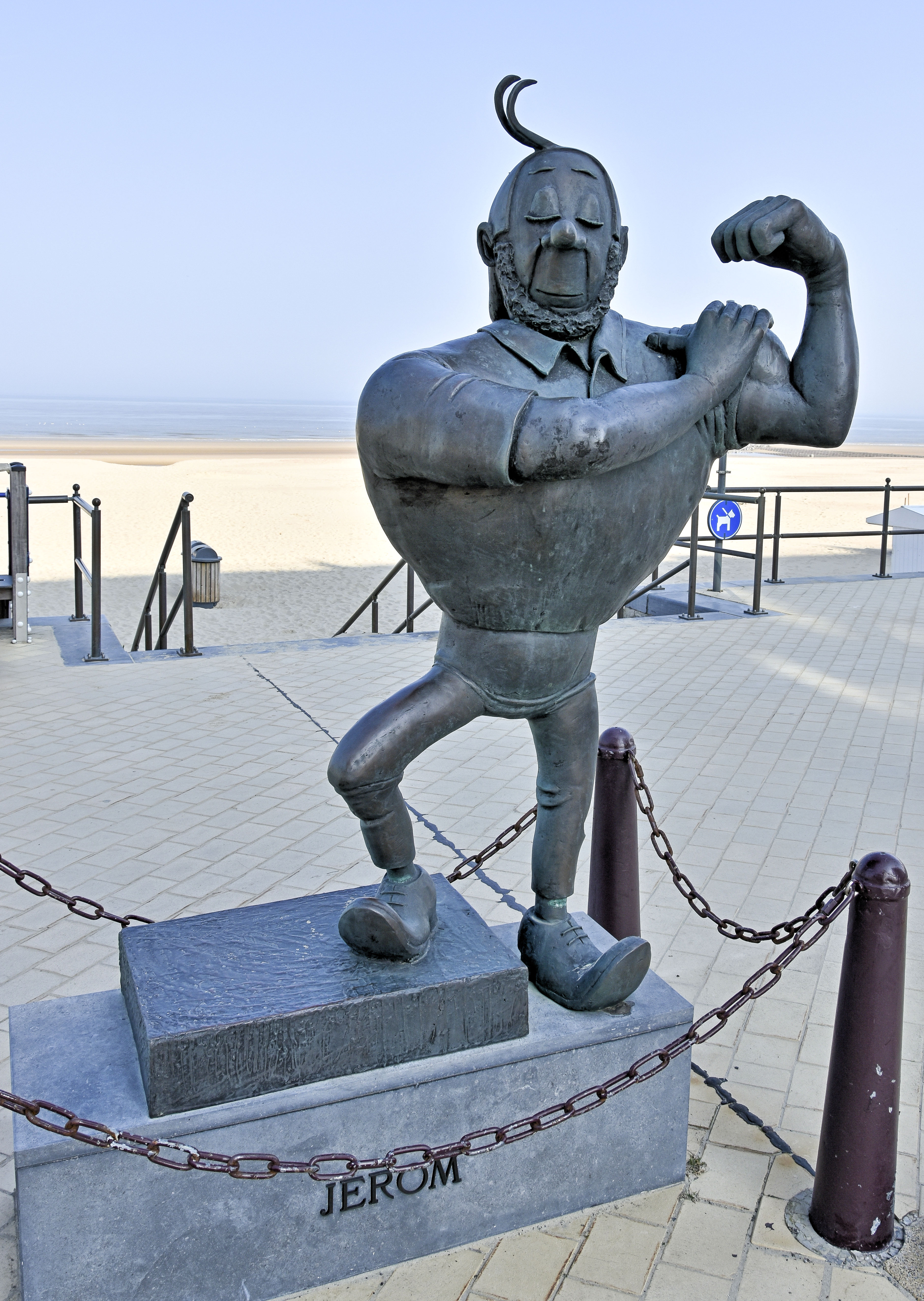
Standbeeld van Jerom, te midden van de stripstandbeelden Middelkerke

### Lichaamskracht
Jerom is boven alles uitzonderlijk sterk, zodat hij bijvoorbeeld grote groepen tegenstanders en monsters in één keer kan verslaan. Hij heeft ook allerlei andere uitzonderlijke talenten, zoals een knoop leggen in een ijzeren staaf, en gebouwen met slechts één vinger verplaatsen. Daarnaast heeft hij allerlei andere heel opmerkelijke lichamelijke eigenschappen. Zijn ogen kunnen bijvoorbeeld lichtgeven en als eens soort röntgenapparaat door massieve voorwerpen heen kijken. Als hij aangesloten wordt op elektrische apparaten geeft hij hieraan energie (bijvoorbeeld in De knokkersburcht).  In andere verhalen blijkt hij in staat om zeeën over te zwemmen, meren leeg te drinken, over gebouwen heen te springen of zich via een tunnel door de grond te boren. Hij kan zo hard blazen dat het lijkt of het stormt. In sommige verhalen blijkt Jeroms borst bestand te zijn tegen kogels, die erop afketsen, hoewel hij zich anderzijds soms gewoon in bedwang laat houden door een tegenstander met een revolver. Dat geldt ook voor toverkracht; soms heeft deze geen effect op Jerom (bijvoorbeeld in Witte Zwanen Zwarte Zwanen) en soms juist wel (Het drijvende dorp). 
Hij is onder meer berucht vanwege zijn "T-slag" (T=tijd)(Wattman). Hij deelt dan een mep uit aan iemand, die zich vervolgens pas enkele seconden later realiseert dat hij knock-out is geslagen en dus in zwijm moet vallen.
Zijn inspanningen lijken hem slechts zelden te vermoeien. In De wilde weldoener blijkt dat hij zijn ogen bijna altijd gesloten houdt omdat zijn oogleden te zwaar zijn; hij kijkt door spleetjes. Jerom heeft allerlei trucjes achter de hand om zijn krachten te sparen. Soms blaast hij zijn tegenstander gewoon omver, zonder te slaan. Hij vecht af en toe doelbewust in een stofwolk om het geweld te censureren, hij vraagt de rest (en/of de lezers) om even hun ogen te sluiten, of hij laat de tekenaars een prentje boven het geweld plaatsen (zie ook het doorbreken van de 'vierde wand').
Hij is ondanks zijn enorme kracht in enkele verhalen tijdelijk lichamelijk verslagen, bijvoorbeeld door de 'Hulkbik' in De Sterrensteen, waarin Lambik gemuteerd is door een meteoriet. In De kale kapper raakt Jerom door een toverdrank tijdelijk al zijn kracht kwijt. Iets dergelijks gebeurt ook in De slimme slapjanus, waar hij als gevolg van een jeugdtrauma tot niets meer in staat is.

### Uiterlijk
Vandersteen tekende Jerom in de eerste paar verhalen na diens debuut (bijv. De tamtamkloppers en De knokkersburcht) nog als een brute dommekracht, gekleed als een holbewoner en slechts gehuld in een een lendedoek. Vandersteen kreeg in deze tijd echter boze brieven van lezers die vielen over Jeroms onbehouwen karakter. Hij besloot na een tijdje om Jerom gewoon hedendaagse kleding – een vest, broek en schoenen – te laten dragen. In De speelgoedzaaier, een van de eerste verhalen met een belangrijke rol voor Jerom, is zijn uiterlijk tot twee keer toe grondig aangepast, met het oog op de heruitgave in eerst de Tweekleurenreeks en daarna de Vierkleurenreeks. In de eerste verhalen hierna kleedt en gedraagt Jerom zich nog als een ongemanierde holbewoner. In De tamtamkloppers draagt hij voor het eerst een stropdas, dan wel nog boven zijn dierenhuid. 
Ondanks zijn enorme lichaamskracht is Jerom vrij klein van stuk. 

### Karakter
Wanneer de andere hoofdpersonages in De dolle musketiers voor het eerst kennismaken met Jerom, is hij nog een kwaadaardige bruut die door de boosaardige hertog Le Handru wordt ingezet als geheim wapen. Het enige waarmee Jerom getemd kan worden is anijs, wat de hertog hem geregeld toedient. Wiske ontdekt dat Jerom dol is op Schanulleke en ze weet hem ertoe te bewegen zich voortaan  voor het goede in te zetten, dan mag hij ook af en toe met Schanulleke blijven spelen. In de rest van het verhaal helpt Jerom de vrienden en aan het eind reist hij met hen mee terug naar de 20e eeuw.
Jerom heeft hierna in de meeste verhalen veel ethisch besef. Hij laat zich niet omkopen en verraadt zijn vrienden praktisch nooit (dit laatste in tegenstelling tot Lambik). Jerom zet zich ook belangeloos in voor goede doelen of mensen in nood, soms zelfs wanneer het om een tegenstander gaat. In Het sprekende testament helpt Jerom zelfs in het geheim de sprekende kat omdat hij vreest voor diens leven bij het uitvoeren van de opdrachten. Hij vecht ook niet meer tegen dieren en probeert ook zijn kracht wat te beheersen.
Een enkele keer loopt Jerom over naar de verkeerde kant, bijvoorbeeld door betovering of hypnose. Dit gebeurt onder meer in De knokkersburcht, waar het Jeroms eigen spiegelbeeld is dat vervolgens "invalt" voor de goede zaak. In De circusbaron wordt Jerom door zijn ontvoerders onder volledige hypnose gebracht en gebruikt als instrument. In andere verhalen blijkt soms aan het eind dat Jerom alleen deed alsof hij zijn vrienden verraadde.
Qua gemoed gedraagt Jerom zich meestal kalm en nuchter. Wanneer de rest om hem heen in paniek is, blijft Jerom bijna altijd beheerst en meester van de situatie. Toch kan hij af en toe ook flink kwaad worden.
Jerom vertoont soms een buitengewoon grote eet- en drinklust.
Jerom vervult af en toe zelf een hoofdrol, zoals in De toffe tamboer (1981) en Jeromba de Griek (1965). In De circusbaron (1954) is zijn ontvoering de aanzet tot het hele verhaal.

### Relaties tot andere hoofdpersonages
Sinds hij naar het heden werd geflitst trok Jerom bij Lambik in. Vaak zijn Jerom en Lambik hevige concurrenten (bijvoorbeeld in de liefde, zoals in Tedere Tronica (1968), of in hun beroep, zoals in De zwarte zwaan. Lambik kan natuurlijk totaal niet wedijveren met Jeroms enorme lichaamskracht. Hun onderlinge relatie is ook nogal vilein: Jerom schrikt er niet voor terug om Lambik soms compleet belachelijk te maken, terwijl Lambik van zijn kant Jerom geregeld uitlacht als die bijvoorbeeld ergens veel verdriet over heeft. Als de twee elkaar daarentegen vinden in een gemeenschappelijke afkeer over een maatschappelijke onrechtvaardigheid vormen ze een hecht duo, bijvoorbeeld dierenleed in De straatridder (1956), verkilling in De vlijtige vlinder (1977) en dictatuur in De Krimson-crisis (1988).
Met de overige hoofdpersonages kan Jerom meestal goed overweg, al hebben ze soms ook flinke ruzie. Jerom heeft een speciale band met Wiske, omdat zij in Jeroms debuutverhaal de eerste was die zijn zachte kant ontdekte.  Tante Sidonia lijkt niet erg veel met Jerom op te hebben, ze is ook zelden onder de indruk van zijn prestaties.
Jeroms buitengewone kracht leidt er soms toe dat zijn vrienden zijn intelligentie onderschatten. 

### Biografie en familie
Onder meer in De malle mergpijp (1973) staat de voorgeschiedenis van Jerom centraal. Het blijkt dat hij eigenlijk uit de prehistorie afkomstig is. Zijn enorme kracht dankt hij aan een sjamaan, die met een mergpijp kleurstof op een grottekening blies. Ook Jeroms moeder, Moe Mie, komt in dit verhaal voor het eerst in beeld. Hier blijkt ook dat Jeroms vader omkwam tijdens een gevecht tegen de Grotkastaars. 
Ergens tijdens zijn prehistorische leven raakte Jerom ingevroren, waarna hij pas weer ontdooid in de 17e eeuw door hertog Le Handru. 
In De primitieve paljassen (2006) blijkt ook dat Moe Mie een broer heeft, dit is dus een oom van Jerom. 
In De nerveuze Nerviërs (1967) beweert professor Barabas in strook 31 dat Jeroms eerste geslacht in het Oude Gallië ontstond, vlak voor de Romeinen het gebied kwamen veroveren. Jerom zou zijn kracht dan te danken hebben aan het feit dat zijn voorouders in hun jeugd allemaal sterk en wilskrachtig waren. Dit spreekt echter het hiervoor genoemde gegeven tegen dat Jerom uit de prehistorie afkomstig is; zijn eerste geslacht kan dan immers nooit pas tijdens de periode van de Romeinse verovering van Gallië ontstaan zijn. In andere verhalen uit de S&W-hoofdreeks, waaronder de twee hiervoor genoemde, volgt men deze laatste verhaallijn.

### Liefdesaffaires
- In De knokkersburcht wordt Jerom verliefd op Ellen, de dochter van de hoofdman van "The Black Hand Clan".
- In De zwarte zwaan is een zigeunerin erop uit om met Jerom te trouwen.
- In De zingende zwammen worden de drie gezusters Feriteel verliefd op Jerom. Een van hen, Lili, komt later terug in De schone slaper.
- In Tedere Tronica worden Jerom en Lambik allebei verliefd op een door professor Barabas uitgevonden robot met het uiterlijk van een zeer innemende dame.
- In De kale kapper vertegenwoordigt Jerom de bijbelse figuur Simson. Delila probeert hier Jerom het hof te maken. Als blijkt dat Jerom niets van haar wil weten, is ze zwaar beledigd waarna ze hem verraadt.
- In De mollige meivis (1975) wordt Jerom verliefd op Veerle, de dochter van de alchemist Abi Artolius.
- In Heilig Bloed wordt Jerom verliefd op zuster Odfella. Hij treedt toe tot de Basiliusorde om haar te helpen. In In de ban van de Milt  moet Jerom afscheid van Odfella nemen. Zij komt terug naar België in De laatste vloek en gaat met de vrienden naar Chocowakije (De kus van Odfella en De gevangene van Prisonov).
- In De pronte professor worden Jerom en Lambik beiden verliefd op Vera Vanduren.

### Taalgebruik
Jeroms telegram-achtige spreekstijl is sinds zijn debuut in de strip niet of nauwelijks geëvolueerd. Hij slaat van lange woorden steevast de eerste lettergreep (soms ook meerdere lettergrepen) over. Daarnaast laat van bijna elke zin het eerste woord (vaak het onderwerp) weg, met als gevolg elliptische zinnen. Ook gebruikt hij bijna nooit lidwoorden. Typische voorbeelden van Jeroms taalgebruik zijn: "(ik) Snap er niks van", "(ve)Rdorie!", "(ver)Roest!" "(het is) Toch zo". Vooral in oudere verhalen worden de omissies aangegeven door drie zinseindepunten. In zijn debuutverhaal De dolle musketiers gebruikt hij soms infinitieven in plaats van vervoegde werkwoordsvormen ([...] Jerommeke tam zijn), dit is later verdwenen.
Jerom noemt zichzelf meestal "(Je)Rommeke", en soms wordt hij ook door anderen zo genoemd. De namen van Lambik en tante Sidonia kort hij steevast af tot "Bik" respectievelijk "Donia". Ook namen van anderen kort hij geregeld af.

### Als "deus ex machina"
Jerom is letterlijk onverslaanbaar, waardoor het voor de striptekenaars en scenaristen op den duur moeilijk werd om de plots nog echt spannend te houden. 
Sommige lezers vonden dan ook dat de introductie van Jerom als deus ex machina, die elke vijand en ieder probleem oplost, het verloop van de verhalen nogal voorspelbaar maakte. Wellicht om die reden kreeg Jerom in de eerste verhalen na zijn introductie − die veelal nog geheel van Vandersteen zelf zijn − vaak geen echt grote rol toebedeeld. Zo gaat hij bijvoorbeeld aan het begin van het verhaal op vakantie of moet hij werken. Vaak roepen de vrienden dan zijn hulp in op het moment dat ze hem nodig hebben voor een anders onuitvoerbaar klusje. In andere gevallen wordt Jerom gedurende een groot deel van het verhaal uitgeschakeld door bijvoorbeeld vergif, bedwelming, hypnose of toverkracht.

## Spin-offseries

### De groene reeks
In 1962 kreeg Jerom zijn eigen stripreeks als spin-off van Suske en Wiske. Professor Barabas en tante Sidonia hebben een rol in deze avonturen, net als de schurk Krimson. De andere karakters uit de Suske en Wiske-hoofdreeks zijn in de Jerom-verhalen niet aanwezig. 
Vanaf verhaal 12 (De gouden stuntman, 1967) verandert de reeks. Jerom, professor Barabas en tante Sidonia zijn vanaf dat album lid van Morotari (Moderne Ronde Tafel Ridders). Jerom is een superheld in een gouden outfit en rijdend op een gouden motor die ook vliegen kan. In deze outfit dook Jerom ook in enkele Suske en Wiske-albums op, zoals De Galapagosgassen, Het kregelige ketje en De groffe grapjas. Naast Jerom, professor Barabas en tante Sidonia spelen de president van Morotari, Arthur, en andere ridders een rol. In verhaal 18 (De vuurberg van Itihat, 1968) wordt het zoontje van Arthur, Odilon, geïntroduceerd. De jongen komt van een kostschool en Jerom krijgt de taak om hem in de tradities van de vereniging op te leiden. Dit valt niet mee, Odilon is erg eigenwijs en onhandig.
In deze spin-offserie wordt ook nog meer bekend over Jeroms familie. In De jungleschatjes (1989) ontmoet hij zijn neefje en nichtje, Drammer en Roetsje. Deze twee spelen ook een rol in de daarop volgende verhalen, waarin ze bij Jerom blijven wonen. 

### De wonderbare reizen van Jerom
Na De groene reeks kwam er in 1982 een stripreeks met een meer sprookjesachtig karakter. In De wonderbare reizen van Jerom komen tante Sidonia en professor Barabas niet meer voor. Suske en Wiske komen soms kort voor, maar spelen geen echte rol in deze serie. Jerom kan niet verwond worden, omdat hij zich elke ochtend wast met een mengsel van vloeibaar beton en kokend lood.
Jerom heeft veel contact met tovenaar Astrotol die op een planetoïde woont. Astrotol weet veel over de sprookjesnevel, een plek in het heelal waar veel sprookjesplaneten rondzweven. Jerom heeft ook veel contact met Dolly, zij leest graag sprookjes voor aan kinderen. Om meer over de sprookjes te weten te komen, wordt gebruik gemaakt van de tijmtrotter (een vliegende machine waarmee ook door de tijd gereisd kan worden). De toverkracht van Astrotol mislukt bijna altijd, waarna Jerom de situatie moet redden. In Het mysterie Nooittevree (1986) krijgt Dolly een schoonheidsbehandeling en ziet er vanaf dat moment beeldschoon uit. Jerom gaat dan samenwonen met Dolly. Ook haar neefje en nichtje, Boskop en Femke, komen in het huis te wonen. Zelfs Astrotol verlaat in De boze broeders (1986) zijn astroïde en trekt in bij de vrienden. 

### Onvoltooide spin-offreeks
In 2008 begonnen Charel Cambré en Ronald Grossey te werken aan een driedelige spin-offserie waarin Jeroms belevenissen voorafgaand aan De dolle musketiers centraal moesten staan. Er zou onthuld worden hoe Jerom ooit in de kooi van de hertog Le Handru was beland. Er lag al een aanzienlijk aantal schetsen klaar, maar uiteindelijk veegde Standaard Uitgeverij het hele plan voor de serie van tafel omdat het gevaar van interferentie met de Suske en Wiske-hoofdreeks te groot leek. Cambré startte hierna een andere spin-offreeks, Amoras.

## Vertalingen
In de oudere Nederlandse uitgaven van Suske en Wiske, werd de naam Jerom vervangen door de naam Jeroen.
Enkele Suske en Wiske-albums zijn ook verschenen in andere landen en in deze vertalingen heeft Jerom soms ook een andere naam:
- Wilbur, Engelse vertaling in bijvoorbeeld The Poisoned Rain (De ruige regen).
- Jethro, Engelse vertaling.
- Wastl, Duitse vertaling. In deze reeks zijn bestaande Nederlandstalige verhalen opgenomen, evenals nieuwe Duitstalige. In totaal 173 verhalen. Vanaf verhaal 116 in de reeks van Wastl, is er telkens nog een verhaal aan toegevoegd van Käptn Knaller. Vanaf een bepaald moment in de reeks wordt Wastl met open ogen getekend, terwijl gesloten ogen juist kenmerkend is in de Nederlandstalige versies van Jerom in deze reeks en in Suske en Wiske.
- Jérôme, Franse vertaling in bijvoorbeeld Les Piquedunes Pickepockets (De dappere duinduikers en Du rififi à Cnossos (Knokken in Knossos).
- Vambi, IJslandse vertaling bijvoorbeeld F'akurinn Fjúgandi (Het ros Bazhaar).
- Ĵerom, vertaling in Esperanto.
- Ferom, Zweedse vertaling
- Jeremias, vertaling in Fins.

In de volgende talen heet Jerom gewoon Jerom:
- Fries
- Engels (ook Wilbur en Jethro)

## Verfilmingen
In Sterrenrood (2015) komt Jerom niet voor, maar zijn evenbeeld werkt als stoker in een schip van de Red Star Line. Deze Jerom is net zo sterk en heeft ook warme gevoelens voor het lappenpopje dat Wiske van Stiefrijke heeft gekregen van Madeleine Scapin de Boule.
- Wim Wama verzorgde de stem van Jerom in de poppenserie over Suske en Wiske.
- Stany Crets speelde Jerom in De duistere diamant (2004).
- Acteur Filip Peeters deed de stem van Jerom voor de film De Texasrakkers.

## Merchandise
Vanaf 1960 werd een spel rond Jerom uitgebracht: "Op-Jerommeke", een soort stok met Jeroms hoofd erop waarbij een ring aan een koord over zijn neus moest gegooid worden. In het album De zingende zwammen (1960) wordt er voor dit spel expliciet reclame gemaakt.

## Bekende uitspraken
- "Roest."
- "Metten mee maken. Hele korte."
- "Ben sterkste man van westelijk halfrond, andere helft ook."
- "Genoegen aan kant Jerommeke. Nog nooit haak geschud."

## Toespelingen in andere stripreeksen
- In de stripreeks Nero wordt in het album De Wallabieten (1968) verwezen naar Jerom, Popeye en Jan Spier.
- Ook in de stripreeks De Kiekeboes wordt verwezen naar Jerom, in het album Album 26 (1984)
- In de educatieve stripreeks Van Nul tot Nu is Jerom ook een paar keer te zien, met name als strijder voor België in de Belgische onafhankelijkheidsstrijd.
- Jerom bevindt zich in een pot formol in het Urbanus- en Kiekeboe-album Kiekebanus, waar zijn ogen uitzonderlijk wijd opengesperd zijn.
- Krab uit De familie Snoek spreekt in dezelfde telegramstijl als Jerom en opent net als Jerom ook nooit zijn ogen.

## Trivia
- In De blikken blutser (2006) speelt Jerom de zwarte ridder Jeroen. In de oude Nederlandse versies van de Suske en Wiske-albums werd de naam van Jerom ook door Jeroen vervangen.
- In Het gewiste Wiske blijkt Jerom een allergie te hebben voor angorawol.